# Oberstedem
Oberstedem település Németországban, Rajna-vidék-Pfalz tartományban. Lakosainak száma 71 fő (2023. december 31.).

## Népesség
A település népességének változása:
| Lakosok száma | 91   | 74   | 72   | 65   | 66   | 71   |
|               | 1975 | 2017 | 2019 | 2021 | 2022 | 2023 |